# Natalie Mendoza
Natalie Jackson Mendoza (* 12. August 1978 in Hongkong, Britische Kronkolonie) ist eine australische Schauspielerin und Musicaldarstellerin.

## Leben und Karriere
Mendozas Vater ist ein philippinisch-spanischer Jazz-Musiker und ihre Mutter deutsch-englischer Herkunft. Ihre fünf Geschwister sind ebenfalls Künstler. sie wuchs in Australien auf und wurde dort als Musicaldarstellerin tätig.
1998 startete ihre Film- und Fernsehkarriere. Im selben Jahr gründete sie mit ihrer Schwester Rebecca das Pop-Duo Jackson Mendoza, welches zwei Singles hervorbrachte, die sich in den australischen Charts platzieren konnten. 2003 zog sie nach England zum Schauspiel-Studium an der Bristol Old Vic Theatre School. Es folgten Auftritte in britischen Filmen und Musical-Produktionen.   
2005 spielte Mendoza die Rolle der Juno im britischen Horror-Thriller The Descent – Abgrund des Grauens und verkörperte diese abermals in dessen Fortsetzung The Descent 2 – Die Jagd geht weiter (2009). 2021 bis 2022 übernahm sie die Hauptrolle der „Satine“ im Moulin Rouge!-Musical am Broadway in New York City.

## Filmografie (Auswahl)
- 1998: Wildside (Fernsehserie, Episode 1x29)
- 1999: Fearless (Fernsehfilm)
- 1999: Farscape – Verschollen im All (Farscape, Fernsehserie, Episode 1x14)
- 1999–2000: Beastmaster – Herr der Wildnis (BeastMaster, Fernsehserie, 7 Episoden)
- 2000: Muggers – Auf Herz und Nieren (Muggers)
- 2001: South Pacific (Fernsehfilm)
- 2001: Moulin Rouge (Moulin Rouge!)
- 2001: Hard Knox (Fernsehfilm)
- 2003: Horseplay
- 2003: Code 46
- 2005: The Descent – Abgrund des Grauens (The Descent)
- 2005: The Great Raid – Tag der Befreiung (The Great Raid)
- 2006–2008: Hotel Babylon (Fernsehserie, 21 Episoden)
- 2009: Surviving Evil
- 2009: The Descent 2 – Die Jagd geht weiter (The Descent: Part 2)
- 2012: Americana (Fernsehfilm)
- 2012: Inspector Barnaby (Midsomer Murders, Fernsehserie, Episode 15x01 Du bist tot! / The Dark Rider)
- 2017: Blood Drive (Fernsehserie, 3 Episoden)
- 2018: Blue Bloods – Crime Scene New York (Fernsehserie, Episode 8x16)
- 2020: McDonald & Dodds (Fernsehserie, Episode 1x01)
- 2021: Annette